# Médiacratie
Ne doit pas être confondu avec Médiocratie.
 (mars 2020).
La médiacratie (de média et kratos « pouvoir », « souveraineté » en grec) désigne un régime politique ou une organisation sociale dont le mode d'organisation et le mode de fonctionnement seraient censés être placés, de fait, sous l'empire des médias.
Il s'agit donc du quatrième pouvoir que pourraient exercer la télévision, les journaux, l'Internet et les autres médias sur certaines populations.

## Définitions
Pour le site internet anglophone Unword, qui cherche à donner la définition des nouveaux mots apparaissant dans la langue anglaise, la vidéocratie est « le pouvoir des images dans les sociétés contemporaines », « l’impact primordial de la télévision, du cinéma, d’Internet et de la publicité sur l’opinion publique, la politique, le marketing, etc. ».

## Synonymes et usages
Les néologismes « vidéocratie », « télécratie » ou « télépopulisme » peuvent être considérés comme des synonymes de « médiacratie ». Ces termes sont employés généralement dans le domaine du journalisme et de la sociologie pour décrire une dérive du message politique basé davantage sur la forme (l’image, la mise en scène du pouvoir) que sur fond (les idées, le débat démocratique). Plus rarement, il sert aussi à décrire l’influence générale des images.

## Lavideocraziaitalienne
Le mot a été employé en Italie à partir de 1994, lorsque Silvio Berlusconi devient président du Conseil (l’équivalent de Premier ministre) pour la première fois. L’usage de « videocrazia » s’impose dans les médias italiens avec le retour au pouvoir de Silvio Berlusconi entre 2001 et 2006. À la fois homme politique et propriétaire du plus puissant groupe de médias de la péninsule (Fininvest), celui-ci s’est distingué par sa tendance à utiliser ses propres chaînes de télévision pour soutenir son action gouvernementale et sa personnification du pouvoir. 
Le terme est fréquemment utilisé par les médias francophones pour traiter de la politique italienne de 2001 à 2006. Le 7 avril 2006, à la veille de la défaite aux élections législatives de l’alliance des partis de droite italiens dirigés par Silvio Berlusconi, le quotidien régional Charente libre utilise le terme dans son éditorial pour décrire les enjeux du scrutin : « Si Berlusconi était battu, cela démontrerait que les Italiens ont enfin pris conscience de l'écart entre la propagande et les réalités économiques et sociales qu'ils vivent (…). Lundi soir, on saura si la vidéocratie instaurée depuis son engagement en politique par Berlusconi lui permettra de garder les rênes de l'Italie ou si malgré la redoutable puissance de moyens audiovisuels concentrés entre les mêmes mains, les Italiens mettront fin à l'aventure dans laquelle les a entraînés le Cavaliere. »
Le philosophe Pierre Musso conteste toutefois l’usage du terme pour décrire la politique de Silvio Berlusconi : « Silvio Berlusconi constitue un phénomène original, et même un cas unique, puisqu’il est le seul chef d’entreprise du secteur des médias qui accède, à deux reprises, aux fonctions de Premier ministre dans une grande démocratie. L’arrivée au pouvoir du dirigeant de la grande entreprise de la communication répond à la crise de la représentation politique et inaugure dans l’Europe latine, une "néo-politique". Comme toute figure symbolique, l’image de Berlusconi est ambivalente et ne peut laisser indifférente. Si Berlusconi suscite tant de réactions d’adhésion ou de rejet, c’est parce qu’il inscrit toute son activité publique dans l’espace de l’image, de la séduction et de l’émotion, plus que dans le champ rationnel et traditionnel de la représentation politique. Il sait être l’ordonnateur du débat public en le dramatisant autour de clivages simplistes, notamment pour ou contre l’État, pour ou contre l’impôt… Il promeut ainsi une politique faite de passions et de croyances, comme dans une fiction télévisuelle. Le phénomène ne relève pas pour autant du populisme, voire du "télépopulisme". »